# Доходный дом Щербатова
Доходный дом Щербатова — здание в центре Москвы на Садовом кольце (Новинский бульвар, 11). Доходный дом был построен в 1911—1913 годах по заказу князя С. А. Щербатова архитектором А. И. Таманяном. Здание относится к стилю русский неоклассицизм и имеет статус объекта культурного наследия федерального значения.

## История
Доходный дом С. А. Щербатова был построен в 1911—1913 годах по проекту архитектора А. И. Таманяна при участии скульпторов А. А. Кудинова, В. В. Кузнецова. Росписи интерьеров сделаны художником И. И. Нивинским. Строительство вёл архитектор А. Н. Агеенко. Всю отделку фасадов выполнял художник Е. Е. Лансере, которому Московская городская дума заказала исполнить каменный барельеф на фасад здания с центральной фигурой Георгия Победоносца. Проект здания был удостоен I премии и золотой медали конкурса лучших построек, проведённого городской управой в 1914 году. О результатах этого конкурса 04.04.1914 года (22.03.1914) сообщалось на страницах газеты «Русские ведомости». По замыслу Щербатова в здании должен был разместиться музей личных собраний, предназначенный для экспонирования частных коллекций.
В апартаментах Щербатова часто собирались известные московские писатели и художники, среди которых А. Н. Толстой и В. А. Серов. Здесь великий художник проводил сеансы работы с княгиней Полиной Ивановной Щербатовой — женой мецената, для написания её портрета. По замыслу художника этот портрет должен был стать не хуже портрета княгини Орловой, который считается лучшим его портретом. К сожалению, В. А. Серов, скоропостижно скончавшись, оставил потомкам только рисунок на большом холсте, который был затем принесён в дар Третьяковской Галерее. А. Н. Толстой, переехав из Петербурга в Москву, в 1912—1914 гг. с женой Софьей и дочерью жил в левом флигеле дома на втором этаже в квартире из пяти комнат.
После Октябрьской революции квартиры в бывшем доходном доме Щербатова были переданы под общежитие работникам «Трёхгорной мануфактуры», и здание стало терять своё былое великолепие из-за порчи новыми жильцами отделки его фасадов и интерьеров. 8 ноября 1921 года в здании была открыта амбулатория Реввоенсовета (ныне 2-я Центральная поликлиника Министерства обороны). В 1991 году поликлиника переехала из этого здания на улицу Академика Скрябина, 3. Сейчас в бывшем доходном доме размещаются жилые квартиры и офисы.

## Архитектура
Здание имеет Н-образную в плане форму и состоит из трёх объёмов. По своей композиции оно похоже на типичную московскую городскую усадьбу. Центральная часть имеет пять этажей и располагается в глубине парадного двора. Боковые трёхэтажные флигели выходят на линию улицы. В доходном доме было 28 восьмикомнатных квартир, предназначавшихся для сдачи в наём. На двух последних этажах центрального корпуса размещались апартаменты С. А. Щербатова.
Боковые флигели декорированы четырьмя пилястрами большого ордера с антаблементом, над которым — полуциркульное окно. Центральный корпус выделяется богатой отделкой, в особенности два последних этажа с апартаментами Щербатова. Они выделены колоннадой коринфского ордера с выступающими по обеим сторонам портиками, украшены барельефами и скульптурой. Углы центрального корпуса скруглены, что придаёт ему особую выразительность.
Перед парадным двором с роскошными цветниками была устроена кованая ограда с двумя старинными фонарями, стоявшими в XVIII веке перед Московским университетом и купленными коллекционером С. А. Щербатовым у утильщика. В центре двора был устроен высокий парапет с двумя львами по бокам. В нишах боковых корпусов размещались скульптурные статуи.
Сзади размещался хозяйственный двор с конюшней и гаражом.